# سمندر پشت‌قرمز غربی
سمندر پشت قرمز غربی (نام علمی: Plethodon vehiculum) نام یک گونه از تیره سمندر بی‌شش است.